# Xbox Game Pass
Xbox Game Pass é um serviço de assinatura de jogos eletrônicos da Microsoft Gaming, para uso com seu console Xbox One, Xbox Series X/S e Microsoft Windows, Android, iOS, iPadOS, navegador e TV's inteligentes e em nuvem. Descrito como "Netflix dos jogos", o Xbox Game Pass concede aos usuários acesso a um catálogo de jogos de diversas publicadoras por um preço único de assinatura mensal. O serviço foi lançado em 1 de junho de 2017, enquanto os assinantes do Xbox Live Gold receberam acesso prioritário em 24 de maio.

## História
Em 28 de fevereiro de 2017, a Microsoft anunciou a estreia do Xbox Game Pass e disponibilizou um catálogo limitado de jogos para selecionar membros da comunidade Xbox Insider para testes e feedback. Mais tarde, no segundo trimestre de 2017, o serviço foi aberto para jogadores que assinam o Xbox Live Gold e, em seguida, para a população de usuários em geral. Uma assinatura do Xbox Live Gold não é necessária para o Xbox Game Pass, mas é necessária para qualquer conteúdo multijogador online que os jogos no catálogo possam conter.
Como parte da conferência de imprensa da E3 2017 da Microsoft, a Microsoft anunciou que títulos selecionados do Xbox seriam disponibilizados através de um novo recurso de retrocompatibilidade, semelhante ao dos títulos do Xbox 360. Em uma entrevista posterior, Phil Spencer afirmou que alguns desses jogos também poderiam chegar ao Game Pass.
Em 23 de janeiro de 2018, a Microsoft anunciou uma expansão do Game Pass que veria os títulos first-party chegarem ao catálogo no dia e data com o lançamento do jogo no varejo. Sea of Thieves foi o primeiro novo título a aparecer no Game Pass na data de lançamento no varejo, 20 de março de 2018. Crackdown 3, State of Decay 2 e Forza Horizon 4 também seriam adicionados no lançamento, embora suas datas de lançamento não fossem anunciadas na época, e futuros lançamentos em franquias existentes da Microsoft, como Halo e Gears of War, também seriam adicionados no lançamento. Além disso, títulos selecionados do ID@Xbox também são adicionados ao serviço em suas datas de lançamento, sendo o primeiro o Robocraft Infinity.
Spencer afirmou que a intenção da Microsoft com o Xbox Game Pass é disponibilizá-lo em muitos dispositivos, incluindo os de seus concorrentes. Spencer declarou "Queremos levar o Game Pass para qualquer dispositivo em que alguém queira jogar... Não apenas porque é o nosso negócio, mas realmente porque o modelo de negócios permite que as pessoas consumam e encontrem jogos que não teriam jogado em nenhum outro espaço." A Microsoft anunciou em maio de 2019 que o Xbox Game Pass chegaria para computadores com Windows 10, trazendo mais de 100 jogos dos próprios estúdios da Microsoft e de terceiros quando for lançado.
Em 18 de abril de 2019, a Microsoft anunciou o Xbox Game Pass Ultimate, um novo nível que combina o Game Pass e o Xbox Live Gold em um único pacote de assinatura. Ele ficou disponível para teste no Xbox Insiders no mesmo dia, enquanto a disponibilidade geral começou em 9 de junho de 2019. Em 9 de junho de 2019, a Microsoft anunciou que o Game Pass para PC seria lançado na versão beta aberta, e isso também seria incluído no Ultimate.
Em setembro de 2020 a Microsoft anunciou que o Xbox Game Pass já tinha mais de 15 milhões de assinantes.

## Planos
A assinatura do Game Pass inclui quatro planos diferentes, veja abaixo.
| Planos                                                  | Incluso | Não Incluso                                          | Ref.   |
| ------------------------------------------------------- | --- | ---------------------------------------------------- | ------ |
| Xbox Game Pass Core                                     | Catálogo rotativo com cerca de 25 jogos, Acesso ao multijogador online no Xbox, Descontos e ofertas exclusivas                                                                | jogos Day One e não inclui jogos em nuvem            | [ 11 ] |
| Xbox Game Pass Standard (antigo Xbox Game Pass Console) | Acesso a uma ampla biblioteca de jogos no console Xbox, Acesso ao multijogador online no Xbox                                                                                 | jogos Day One e não inclui jogos em nuvem            | [ 11 ] |
| PC Game Pass                                            | Acesso a centenas de jogos no PC com Windows, Jogos Day One, Acesso ao EA Play no PC                                                                                          | Não inclui multijogador no Xbox e nem jogos em nuvem | [ 11 ] |
| Xbox Game Pass Ultimate                                 | Jogos para console e PC, Acesso ao multijogador online no Xbox, Jogos Day One no console, PC e nuvem, EA Play (Console e PC), Jogos em nuvem e Recompensas e vantagens extras |                                                      | [ 12 ] |

## Estrutura
O Xbox Game Pass é semelhante ao serviço PlayStation Now oferecido pela rival Sony. O catálogo de assinaturas contém mais de 100 jogos no lançamento, incluindo jogos de todo o catálogo da EA Play (Serviço de assinatura da EA incluído no pacote da Xbox Game Pass Ultimate) , com jogos sendo adicionados e às vezes retirados do catálogo periodicamente. O Xbox Game Pass permite que o jogador baixe o jogo completo no console; de acordo com o chefe do Xbox, Phil Spencer, isso foi feito para oferecer aos jogadores "jogabilidade contínua e com fidelidade total, sem ter que se preocupar com problemas de streaming, largura de banda ou conectividade". Ao contrário do EA Access, o Xbox Game Pass oferece jogos de uma ampla variedade de publicadoras, como Namco, Capcom, WB Games, 2K Games, Bethesda Softworks e jogos da Xbox Game Studios.
O catálogo apresenta jogos selecionados para o Xbox One, bem como títulos do Xbox 360 e Xbox com os quais o Xbox One é compatível com versões anteriores. Não há limite para o número de jogos que um jogador pode baixar e instalar em seus consoles, além da quantidade de espaço de armazenamento disponível para o console. Enquanto um jogo permanecer no catálogo, ele estará disponível para download e jogo ilimitados pelos assinantes. Os jogadores podem comprar jogos no catálogo com 20% de desconto e qualquer conteúdo adicional relacionado a esses jogos com 10% de desconto. O preço com desconto está disponível apenas enquanto o jogo está no catálogo e é apenas para o jogo em particular; para comparação, o desconto de 10% do assinante do EA Access se aplica a qualquer conteúdo publicado pela EA, não apenas ao conteúdo do seu catálogo de assinaturas. Os jogos do catálogo podem ser jogados enquanto o console estiver offline, mas por não mais de 30 dias antes que ele precise se reconectar para verificar uma assinatura ativa.
Se o jogo for removido do catálogo ou o jogador encerrar sua assinatura, o acesso será suspenso até que o jogador compre o jogo ou renove sua assinatura, mas seu progresso no jogo será salvo nesse meio tempo. Se o jogo for um título do Xbox 360, será retrocompatível e deverá ser usado no Xbox One; ele não pode ser baixado no console Xbox 360 de um jogador, a menos que o jogador opte por comprá-lo.

## Disponibilidade
O Xbox Game Pass está disponível na Alemanha, África do Sul, Arábia Saudita, Argentina, Austrália, Áustria, Bélgica, Brasil, Canadá, Chile, Colômbia, Coreia do Sul, Dinamarca, Eslováquia, Espanha, Emirados Árabes Unidos, Estados Unidos, Finlândia, França, Grécia, Holanda, Hong Kong, Hungria, Índia, Irlanda, Israel, Itália, México, Nova Zelândia, Noruega, Polônia, Portugal, Rússia, Singapura, República Tcheca, Suécia, Suíça, Taiwan, Turquia e Reino Unido.